# Lisa Sauermann
Lisa Sauermann (25 de setembre de 1992) és una matemàtica d'Alemanya que va ser la participant més reeixida en l'Olimpíada Internacional de Matemàtiques l'any 2011. A data de gener de 2018, és la número 3 en el Saló de la Fama de l'Olimpíada Internacional de Matemàtiques, havent-hi guanyat quatre medalles d'or (del 2008 al 2011) i una medalla de plata (al 2007). En totes aquestes ocasions va representar Alemanya. Va ser l'única estudiant a aconseguir una puntuació perfecta a l'IMO de 2011.
Sauermann va assistir al Martin-Andersen-Nexö-Gymnasium de Dresden quan anava a 12è grau. Va guanyar el Premi Franz Ludwig Gehe l'any 2011 i la medalla d'or en el grup d'edat III, la competició dels graus 11è i 12è. Com a resultat, va guanyar un viatge a l'Acadèmia Reial de Ciències a Estocolm. Per aconseguir-ho, va presentar un teorema matemàtic nou amb una demostració en una publicació titulada "Boscos amb Hipergrafs". L'any 2011 va començar matemàtiques a la Universitat de Bonn. És una antiga estudiant de postgrau de Jacob Fox a la Universitat Stanford i actualment és Professora Ajudant a Stanford.
La seva germana, Anne, dos anys més jove que ella, va ser una participant reeixida en olimpíades de matemàtiques i ciència a nivell nacional.
El 2011 Lisa va resoldre el problema 2 de l'IMO 2011, a més de sacar un ple a l'IMO 2011.
El 2019 es va doctorar en matemàtiques a la Universitat de Standford. Des del 2021 és professora al MIT i el seu tema de recerca és la combinatòria extremal i probabilística.

## Publicacions seleccionades
- Sauermann, Lisa Journal of Algebra, 451, 2016, pàg. 526–543. arXiv: 1411.5427. DOI: 10.1016/j.jalgebra.2015.11.047.
- Reiher, C.; Sauermann, L. Mathematika, 60, 1, 2014, pàg. 32–36. arXiv: 1705.01648. DOI: 10.1112/S0025579313000119.